# فراجيسكوس ألفيرتيس
فراجيسكوس ألفيرتيس (باليونانية: Φραγκίσκος Αλβέρτης)‏ مواليد 11 يونيو 1974 في أثينا، هو مدرب كرة سلة يوناني ولاعب معتزل. بدأ مسيرته الاحترافية في سنة 1990. يبلغ طوله 6 قدم 9 بوصة (2.1 م). مثّل منتخب بلاده. شارك في دورة الألعاب الأولمبية الصيفية سنة 1996. اعتزل اللعب في 2009.

## سجل المنافسة
شارك في المنافسات التالية:
- الألعاب الأولمبية الصيفية 1996
- الألعاب الأولمبية الصيفية 2004

## روابط خارجية
- فراجيسكوس ألفيرتيس على موقع الاتحاد الدولي لكرة السلة (الإنجليزية)
- فراجيسكوس ألفيرتيس على موقع الدوري الأوروبي لكرة السلة (الإنجليزية)
- فراجيسكوس ألفيرتيس على موقع كرة السلة الأوروبية.كوم (الإنجليزية)
- فراجيسكوس ألفيرتيس على موقع ريلجم (الإنجليزية)
- فراجيسكوس ألفيرتيس على موقع بروبوليرز (الإنجليزية)
- فراجيسكوس ألفيرتيس على موقع سبورتس رفرنس (الإنجليزية)
- فراجيسكوس ألفيرتيس على موقع أوليمبيديا (الإنجليزية)